# 스티븐 툽

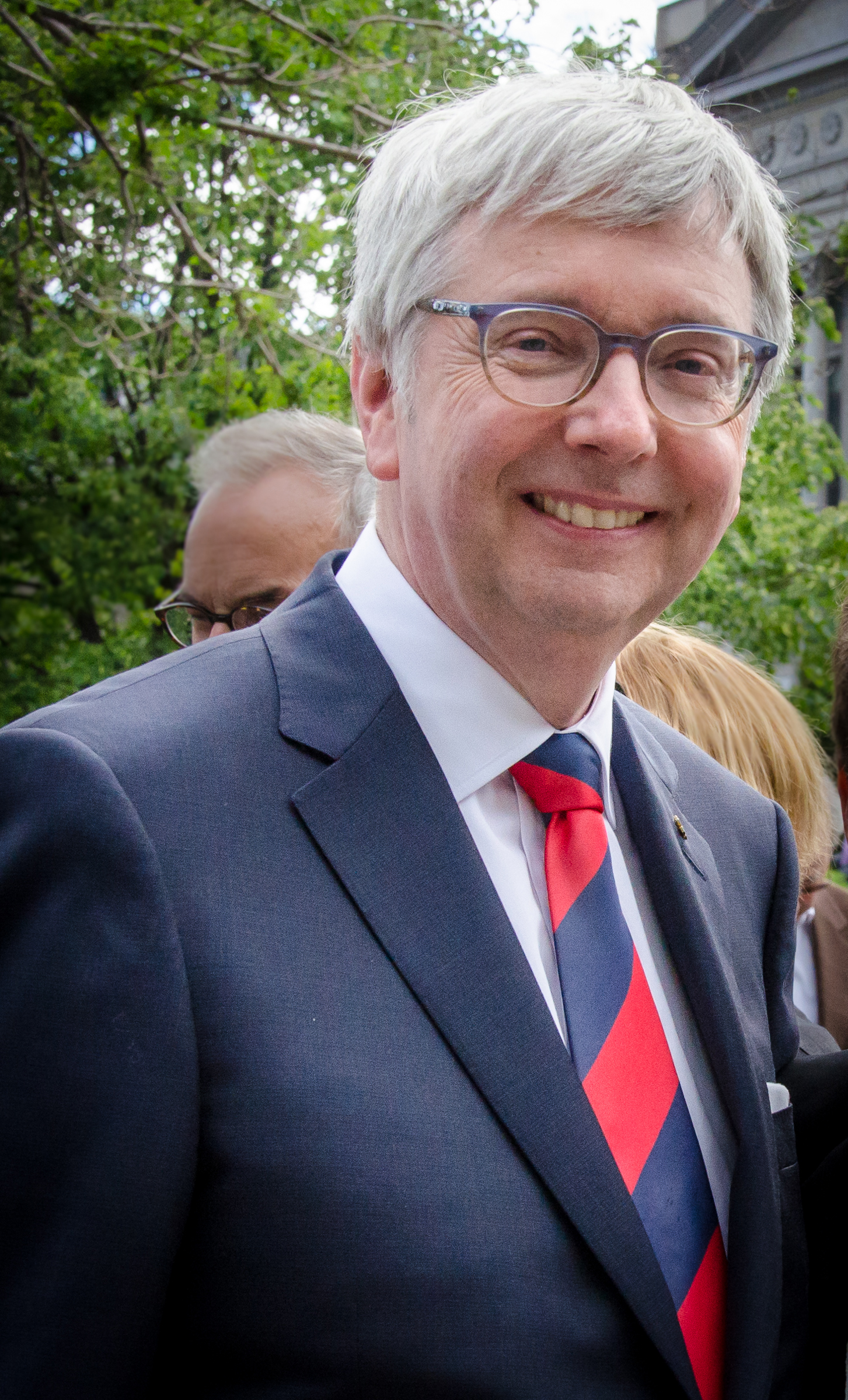

스티븐 툽(영어: Stephen John Toope, 1958년 2월 14일 ~ )은 캐나다의 법학자로 국제법 전문가이다. 2005년부터 2013년까지 그는 캐나다 UBC의 총장을 역임했고, 2017년 10월 1일부터 영국 케임브리지 대학의 총장 직을 수행하고 있다. 1979년 하버드 대학교에서 영문학과 유럽사 학사 학위를 취득했고, 1983년 맥길 대학교에서 두 개의 법학 석사 학위를 취득했으며, 1987년 케임브리지 대학교에서 법학박사 학위를 취득했다.